# Triplophysa intermedia
Triplophysa intermedia är en fiskart som först beskrevs av Kessler, 1876.  Triplophysa intermedia ingår i släktet Triplophysa och familjen grönlingsfiskar. IUCN kategoriserar arten globalt som livskraftig. Inga underarter finns listade i Catalogue of Life.